# Limnophis
Limnophis — рід змій родини полозових (Colubridae). Представники цього роду мешкають в Центральній і Південній Африці.

## Види
Рід Limnophis нараховує 3 види:
- Limnophis bangweolicus (Mertens, 1936)
- Limnophis bicolor Günther, 1865
- Limnophis branchi Conradie, Deepak, Keates, & Gower, 2020

## Етимологія
Наукова назва роду Limnophis походить від сполучення слів дав.-гр. λιμνη — болота і οφις — змія.